# فرودگاه شهری استراتفورد
فرودگاه شهری استراتفورد (به انگلیسی: Stratford Municipal Airport) یک فرودگاه همگانی است که یک باند فرود آسفالت دارد و طول باند آن ۱۵۲۴ متر است. این فرودگاه در کشور کانادا قرار دارد و در ارتفاع ۳۷۰ متری از سطح دریا واقع شده است.